# Lotta på Bråkmakargatan

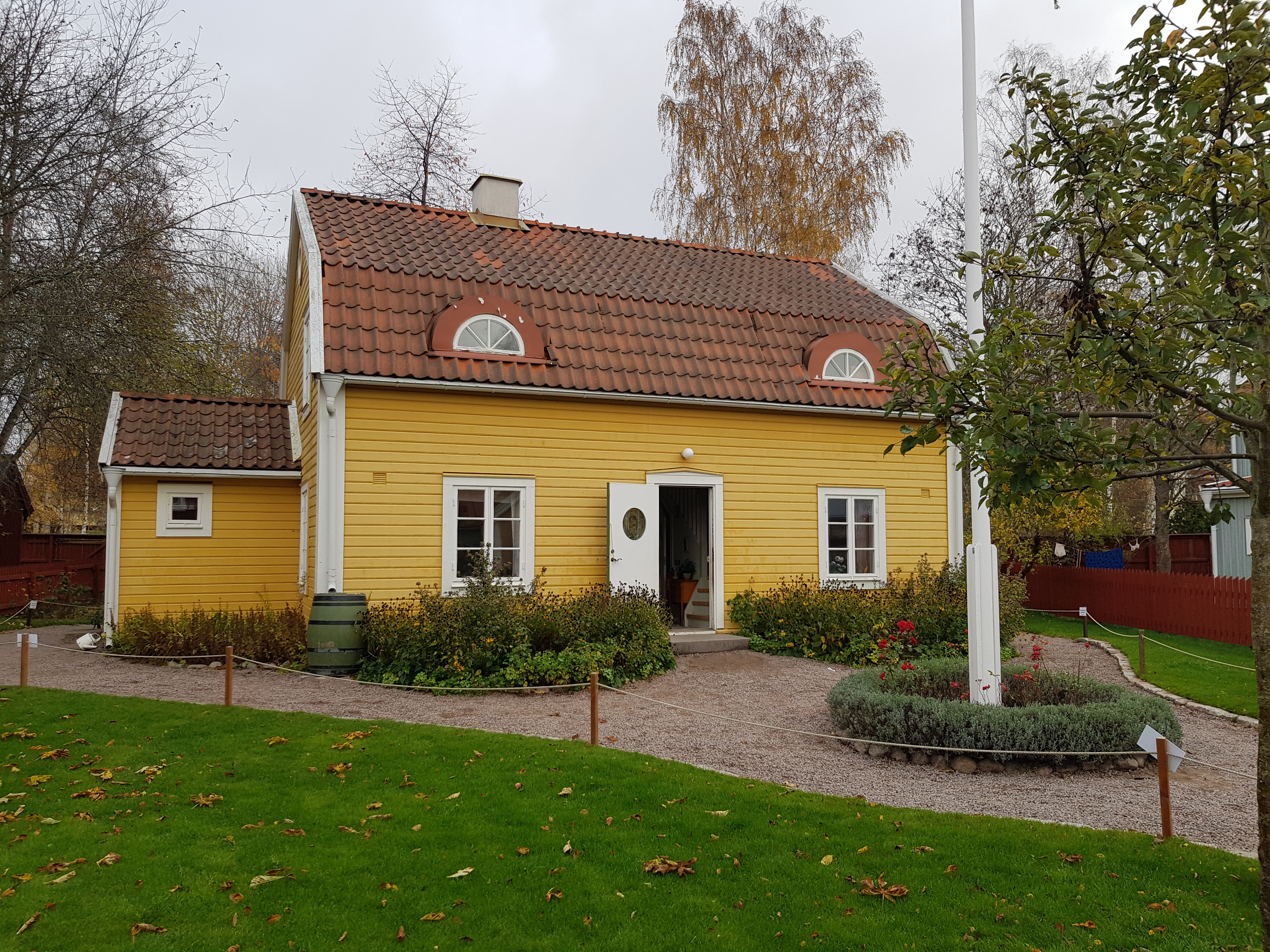
Lotta på Bråkmakargatans hus på Astrid Lindgrens värld i Vimmerby.

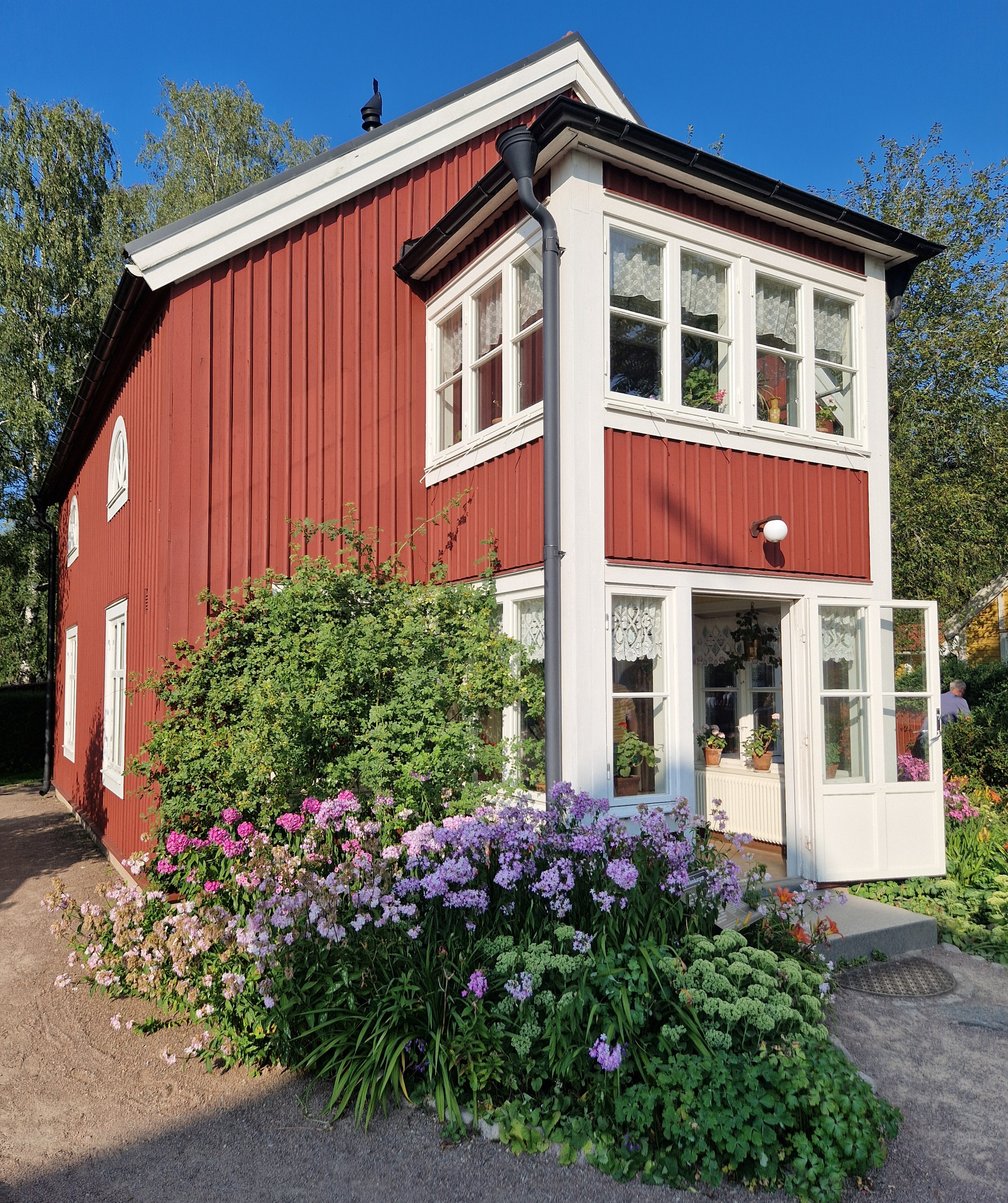
Tant Bergs hus på Astrid Lindgrens värld i Vimmerby.

Lotta på Bråkmakargatan är en av Astrid Lindgrens figurer. Den utspelar sig i en svensk småstad där Lotta bor i ett gult hus. Hon bor med föräldrarna Stefan och Doris samt sina två äldre syskon, Jonas och Mia-Maria. Familjen heter Nyman i efternamn. Hennes mor har sytt gosedjuret Bamsen, som är en gris, till Lotta. Grannen är en kvinna som heter Tant Berg.
Gatan familjen bor på heter inte Bråkmakargatan, utan Krukmakargatan, men barnens pappa säger att förr kanske det bodde krukmakare här, men nu bor här bara bråkmakare. Lotta är mellan tre och fem år och är ganska säker på att hon kan det mesta. 

## Böcker
- 1956 - Barnen på Bråkmakargatan
- 1961 - Lotta på Bråkmakargatan
- 1971 - Visst kan Lotta cykla (bilderbok)
- 1977 - Visst kan Lotta nästan allting (bilderbok)
- 1990 - Visst är Lotta en glad unge (bilderbok)
- 1993 - Lottas komihågbok (samlingsvolym)

### Barnen på Bråkmakargatan
Från 1956. Det är den första boken i serien och även om hela familjen medverkar och Mia-Maria är den som berättar historien, så framstår ändå den yngsta dottern, Lotta, som huvudpersonen. Hon hänger upp plättar i ett träd och låtsas att hon är en get som betar löv. Den 140 sidor långa boken illustrerades av Ilon Wikland och gavs ut av Rabén och Sjögren.

### Lotta på Bråkmakargatan
Från 1961. Inleds med att Lotta vaknar arg ur en mardröm. Som om inte det var nog så ville Lottas mamma att hon skulle ha på sig en tröja som kliade och stacks, något som den arga Lotta inte tolererade. Den illustrerades av Ilon Wikland och gavs ut på Rabén & Sjögrens förlag.

### Visst kan Lotta cykla
Bilderbok från 1971 utgiven av Rabén & Sjögren som handlar om när Lotta cyklar för första gången. Hon gör det i ren trots, för att ingen tror att hon kan och för att hon inte får någon cykel, så lånar hon en alldeles för stor cykel och far iväg längs Bråkmakargatan och kraschar in i tant Bergs rosbuske. Den illustrerades av Ilon Wikland.

### Visst kan Lotta nästan allting
Från 1977. Utspelar sig kring jul och handlar om vad som händer när det inte finns en enda julgran kvar till salu i den lilla stad där Lotta, Mia-Maria och Jonas bor med sina föräldrar. Boken illustrerades av Ilon Wikland och gavs ut av Rabén & Sjögren.

### Visst är Lotta en glad unge
Från 1990. Utspelar sig under påsken och barnen på Bråkmakargatan hoppas på att påskharen ska ha gömt godisfyllda påskägg på tomten, men godisaffären var stängd! Lotta har dock en hemlighet ute i boden. Boken, som gavs ut av Rabén & Sjögren, illustrerades av Ilon Wikland.

### Lottas komihågbok
Från 1993, är en samlingsvolym och en dagbok. Den illustrerades av Ilon Wikland och gavs ut av Rabén & Sjögren.

## Filmer
- 1992 - Lotta på Bråkmakargatan, regi: Johanna Hald
- 1993 - Lotta flyttar hemifrån, regi: Johanna Hald